# 中央アフリカ共和国の国章
中央アフリカ共和国の国章（ちゅうおうアフリカきょうわこくのこくしょう）は、1963年5月17日に制定された。
両脇に中央アフリカの国旗を配し、中央には四角形の盾を置いている。上部には太陽を配し、最上部には共通語であるサンゴ語でZO KWE ZO （人々は皆平等である）との標語がかかれたスクロールがかかっている。中央の盾は5分割され、左上に描かれた象の頭と右上のバオバブの木は国の自然を表している。左下の3つのダイヤモンドは国の鉱産資源を表し、右下には黒人の手が描かれている。盾中央にはアフリカ地図の中央に金色の星が描かれ、アフリカ中央部に位置する同国をシンボライズしている。下には勲章が下げられ、底部には公用語であるフランス語で国の標語unite dignite travail（統一、尊厳、労働）と書かれたスクロールがかかっている。

独立時の国章
中央アフリカ帝国の国章